# Vincetoxicum doianum
Vincetoxicum doianum är en oleanderväxtart som först beskrevs av Gen-Iti Koidzumi, och fick sitt nu gällande namn av Kitagawa. Vincetoxicum doianum ingår i släktet tulkörter, och familjen oleanderväxter. Inga underarter finns listade i Catalogue of Life.